# تأويلات الإيمان
تأويلات الإيمان (بالإنجليزية: Hermeneutics of faith) هي النظير لتأويلات الشك وهي طريقة يمكن من خلالها قراءة النص. كانت هذه الطريقة السائدة لقراءة الكتاب المقدس لما لا يقل عن المائة وخمسمائة عام الأولى من التاريخ المسيحي. كلا النهجين التفسيريين (الشك والإيمان) ضروريان للحصول على معرفة كاملة بموضوع ما.:64
يقدم هانز جورج جادامير، في كتابه الحقيقة والطريقة (بالإنجليزية: Wahrheit und Methode)، ما يُوصف بأنّه أكثر مسح منهجي للتأويل في القرن العشرين حيث يشير عنوانه إلى حواره بين مزاعم «الحقيقة» من ناحية والعمليات من «المنهج» من جهة أخرى - باختصار، تأويلات الإيمان مقابل تأويلات الشك. يقترح جادامر أنه في نهاية قراءتنا يجب أن نقرر بين أحدهما أو الآخر.:106–107
وفقاً لروثيلين جوسيلسون [الإنجليزية]؛ يميز ريكور بين شكلين من التأويلات: تأويل الإيمان والذي يهدف إلى إعادة المعنى إلى النص، وتأويل الشك والذي يحاول فك تشفير المعاني المقنعة.":1–28 تفترض ريتا فيلسكي [الإنجليزية] أن تأويل ريكور للإيمان لم يصبح رائجاً لأنه بدا رافضاً لعمل النقد الذي تصاعد في مرحلة ما بعد البنيوية.:21
في مقالته الأولى بعنوان عالمية المشكلة التأويلية (بالإنجليزية: The Universality of the Hermeneutical Problem) وخاصة كتابه الحقيقة والطريقة [الإنجليزية] يؤكد الفيلسوف الألماني المحافظ هانز-جورج جادامر أن المرء دائماً ما يقرر بين تأويل الإيمان (الحقيقة) أو تفسير الشك (الأسلوب) عند الانخراط في فعل القراءة.:106

## استخدام البابا بنديكتوس السادس عشر للمصطلح
في خطابه في 14 أكتوبر 2008 أمام مجلس الأساقفة [الإنجليزية] حذر البابا بنديكتوس السادس عشر:
«أين تختفي تأويلات الإيمان،سيظهر نوع آخر من التأويل بالضرورة - تأويل علماني، وضعي، وأساسه الأساسي هو الاقتناع بأن الإله لا يظهر في تاريخ البشرية.»:43
في تاريخ المسيحية، بولس الرسول الذي ترتبط علاقته بالنصوص الكتابية ارتباطًا وثيقًا بتفسير الإيمان.:334

## روابط خارجية
- فرانسيز واتسون، بول وتأويلات الإيمان، لندن: بلومزبري، 2004. (باللغة الإنكليزية)
- جين سكوت، ارفع الآن عينيك، غلينديل، كاليفورنيا: دولوريس برس، 1972. (باللغة الإنكليزية)